# Rhopus brachypterus
Rhopus brachypterus är en stekelart som först beskrevs av Mercet 1918.  Rhopus brachypterus ingår i släktet Rhopus och familjen sköldlussteklar. Inga underarter finns listade i Catalogue of Life.